# Солотчинский район
Солотчинский район — административно-территориальная единица в составе Рязанской области, существовавшая в 1939—1959 годах. Центр — село Солотча.
Солотчинский район был образован в 1939 году в составе Рязанской области за счет разукрупнения Рязанского района. В состав района вошли следующие сельсоветы:
Алекановский, Агро-Пустынский, Борисковский, Долгининский, Дубровический, Заборьевский, Заокский, Казарский, Картаносовский, Коростовский, Красно-Восходский, Ласковский, Мурминский, Полковский, Полянский, Семкинский, Солотчинский, Шумошский.
В 1959 году Солотчинский район был упразднён. Его территория вновь вошла в состав Рязанского района.